# Veijo Meri
Veijo Väinö Valvo Meri (født 31. december 1928 i Vyborg, død 21. juni 2015 i Helsinki) var en finsk forfatter, der i 1973 blev tildelt Nordisk Råds litteraturpris for sin roman Sergentens søn (1971).
Meri studerede historie ved Helsinki Universitet og debuterede som forfatter i 1954. I 1963 udkom en af hans mest kendte romaner ved navn Manillaköysi (på dansk: Maillarebet). Ligesom flere af Meris bøger foregår denne bog under 2. verdenskrig og fokuserer på krigens grusomhed og absurditet med fokus på en soldats overlevelse.
Ud over sine romaner skrev Meri en række digtsamlinger, essays, skuespil, historiske værker og etymologier. Hans værker har ofte vakt debat i Finland, mest på baggrund af bogen Han som blev Aleksis Kivi (1979), der omtaler forfatteren Aleksis Kivi.